# Lestko
Lestko (en polonais aussi Leszek) est le deuxième duc des Polanes (Polanie) évoqué par Gallus Anonymus dans sa chronique Cronicae et gesta ducum sive principum Polonorum écrite vers 1113.
Il serait le fils de Siemovit (Siemowit) et le père de Siemomysl (Siemomysł). Il aurait régné dans la première partie du Xe siècle. Gallus Anonymus le décrit comme un souverain plutôt puissant.
Même s’il reste beaucoup d’incertitudes sur son existence, il a sans doute été une figure majeure de son temps. En effet, au Xe siècle, les Polanes vivants sur son territoire étaient désignées par le terme de Lestkowie (ou Lestkowici), ce qui suggère qu’il avait une grande influence à cette époque.
Son fils Siemomysl lui a succédé.